# Nesticella buicongchieni
Nesticella buicongchieni är en spindelart som först beskrevs av Pekka T. Lehtinen och Michael Ilmari Saaristo 1980.  Nesticella buicongchieni ingår i släktet Nesticella och familjen grottspindlar.
Artens utbredningsområde är Vietnam. Inga underarter finns listade i Catalogue of Life.